# Anne Mäkinen
Anne Mäkinen, född 1 februari 1976 i Helsingfors, är en finländsk fotbollsspelare (mittfältare) landslagsdebuterade 8 juni 1991 mot Sovjetunionen och spelade flera år som proffs i USA.

## Klubbar
- Bälinge IF
- Umeå IK
- New Jersey Wildcats     (USA)
- Philadelphia Charge      (USA)
- Washington Freedom       (USA)
- University of Notre Dame (USA)
- MPS (FIN)
- HJK (FIN)
- KontU (FIN)
- JNK Laajasalo (FIN, moderklubb)

## Meriter
- 97 landskamper (tom 30/10-05)
- 14 landslagsmål (tom 30/10-05)
- SM-guld 2005
- EM 2005 (semifinalförlust mot Tyskland)
- Finsk mästare 1994 (med MPS)
- Finska Cupen-guld 1993 (med HJK)
- Årets flickspelare 1992
- Årets damspelare 1993 & 2004
- Årets nykomling i USA:s universitetsserie 1997
- Årets spelare i USA:s universitetsserie 2000
- All Stars-spelare 1997-2000